# Глига, Николай Яковлевич
Николай Яковлевич Глига (род. 18 декабря 1963, пгт. Уфра, Туркменская ССР, СССР) — государственный деятель Приднестровской Молдавской Республики. Глава администрации города Бендеры с 3 июня 2015 по 17 августа 2016 (и. о. 7 апреля — 3 июня 2015, 2 декабря 2015 — 19 января 2016). Министр промышленности и регионального развития Приднестровской Молдавской Республики с 23 декабря 2016 по 29 декабря 2017.

## Биография
Родился 18 декабря 1963 в посёлке городского типа Уфра Туркменской ССР (ныне — посёлок городского типа Кенар Туркмении). Капитан запаса.

### Образование
В 1981 окончил среднюю школу № 1 города Оргеев.
В 1986 окончил Кишинёвский политехнический институт имени С. Лазо по специальности «инженер-механик».
С 2000 по 2004 проходил обучение в Московской академии экономики и права по специальности «экономист».

### Трудовая деятельность
Долгое время, с 1986 по 2000, работал в системе жилищно-коммунального хозяйства города Тирасполь.
С 2000 по 2004 — заместитель председателя городского Совета народных депутатов города Тирасполь.
С 2004 по 2012 — генеральный директор МГУП «Тирастеплоэнерго». Член совета директоров предприятий Республики при Президенте Приднестровской Молдавской Республики.
С 2013 по 2014 — заместитель главы государственной администрации города Тирасполь.
С 2014 по апрель 2015 — генеральный директор ГУП «Водоснабжение и водоотведение».
С 7 апреля по 3 июня 2015 — исполняющий обязанности главы государственной администрации города Бендеры.
С 3 июня 2015 по 17 августа 2016 — глава государственной администрации города Бендеры. 2 декабря 2015, в связи с освобождением от должности Председателя Правительства, перешёл в статус исполняющего обязанности главы города, а 19 января 2016 переназначен главой государственной администрации города Бендеры.
С 23 декабря 2016 по 29 декабря 2017 — министр промышленности и регионального развития Приднестровской Молдавской Республики. При формировании правительства Александра Мартынова министерство промышленности и регионального развития было ликвидировано и реорганизовано в форме присоединения к министерству экономического развития Приднестровской Молдавской Республики, а Глига был назначен заместителем министра экономического развития.
С января по 31 июля 2018 — заместитель министра экономического развития Приднестровской Молдавской Республики — начальник Департамента энергетики и жилищно-коммунального хозяйства.

## Семья
Женат, воспитывает сына и дочь.

## Награды
- Медаль «За отличие в труде»[9]
- Медаль «20 лет Приднестровской Молдавской Республике»[9]
- Благодарственное письмо Президента Приднестровской Молдавской Республики (24 сентября 1997) — за высокие показатели в труде, отличные профессиональные качества, активное участие в жизни города и республики и в связи с 205-летием со дня основания города Тирасполя[10]
- Благодарственное письмо Президента Приднестровской Молдавской Республики (4 февраля 2009) — за профессиональные и оперативные действия, проявленные в период сложной ситуации, вызванной прекращением поставок природного газа в Приднестровскую Молдавскую Республику[11]
- Юбилейная медаль «25 лет Приднестровской Молдавской Республике»[12]
- Почётная грамота Правительства Приднестровской Молдавской Республики (17 августа 2016) —за многолетний добросовестный труд, высокий профессионализм, за заслуги в содействии проведению социальной и экономической политики государства, развитии местного самоуправления[13]